# Fira de Sant Ponç de Barcelona
La Fira de Sant Ponç dedicada a les herbes remeieres se celebra des de l'edat mitjana a Barcelona. Des del segle xvi es va fer escaure amb el dia de Sant Ponç de Cimiez, l'11 de maig. Les parades d'herbolaris i artesans s'arrengleren al carrer de l'Hospital, al barri del Raval de Barcelona, emplaçament que es manté d'ençà del 1817, després d'haver passat per la plaça de Sant Miquel, el carrer de Sant Cugat del Rec i els voltants de l'església de l'Hospital de la Santa Creu.
La munió de visitants que cada any hi acudeix hi pot trobar mel, fruita confitada, melmelada, mató, formatge artesà, herbes medicinals i més productes relacionats amb l'alimentació i la salut. Si la fira es fa el mes de maig és perquè és el moment de floració i màxima esplendor de la majora d'herbes remeieres.
La festivitat del sant patró dels herbolaris i dels apicultors és celebrada amb més activitats organitzades per la Unió de Sant Ponç entorn d'aquesta fira. El dia 10 a la nit es decora la imatge del sant amb herbes i flors perquè presideixi la missa que hom li ofereix l'endemà, el dia en què el duen en processó i es beneeixen les herbes medicinals que hagin portat els assistents.

## Mel i confitura
La mel i la confitura, juntament amb herbes remeieres i aromàtiques de tota mena, són elements destacats de la fira de Sant Ponç, patró d'herbolaris i apicultors, que a Barcelona s'organitza al carrer de l'Hospital, a la Ciutat Vella. La festivitat, que és el dia 11 de maig, s'escau en el punt de plenitud de la primavera, quan les plantes són en el millor moment i la fruita en el punt just de maduresa per a fer melmelades de tota mena.
La fira barcelonina de Sant Ponç concentra recol·lectors i herbolaris que ofereixen als visitants tot de productes naturals per millorar la salut. La fira podria ser hereva de les que es feien en honor de Flora, deessa romana de la vegetació. Segles més tard, aquest costum es degué fusionar amb el culte a la imatge de sant Ponç, que es feia al segle xix a l'antiga església de l'Hospital de la Santa Creu.